# Epicauta atropos
Epicauta atropos là một loài bọ cánh cứng trong họ Meloidae. Loài này được Pinto miêu tả khoa học năm 1991.